# Katalin Szilágyi
Katalin Szilágyi (Nyíregyháza, 16 de novembro de 1965) é uma ex-handebolista profissional húngara, medalhista olímpica.
Katalin Szilágyi fez parte do elenco medalha de bronze em Atlanta 1996, com 5 jogos e 13 gols.